# Stefan Terzibaschitsch
Stefan Terzibaschitsch (* 22. März 1926 in Belgrad; † 8. Januar 2008 in Leonberg) war ein deutscher Marinebuch-Autor und Musik-Autobiograph serbischer Abstammung. Sein Arbeitsgebiet war vor allem die United States Navy, über die er 28 Bücher verfasste. Hinzu kommen zahlreiche Fachbeiträge für diverse Marinezeitschriften sowie eine Autobiographie mit Schwerpunkt auf seiner musikalischen und Chortätigkeit.

## Leben
Terzibaschitsch entstammte der angesehenen Belgrader Händlerfamilie Terzibašić (Терзибашић). Im Hauptberuf war Stefan Terzibaschitsch Diplom-Ingenieur (Bauwesen). Durch die Kriegsereignisse nach Deutschland verschlagen, war er zunächst von 1946 bis 1960 im Ruhrkohletagebau beschäftigt. Danach arbeitete er bis zu seiner vorzeitigen Pensionierung 1986 bei einer Betreuungsgesellschaft im Hoch- und Tiefbau in Leonberg. Stefan Terzibaschitsch lebte in Leonberg. Er war auch der Musik verbunden. So war er langjähriges Mitglied verschiedener Chöre und fasste seine musikalischen Erinnerungen ebenfalls in einem Buch zusammen.
Seit 1961 beschäftigte sich Stefan Terzibaschitsch mit der US Navy und begann, hierüber eigene Arbeiten in deutscher Sprache zu veröffentlichen. Neben der Publikationstätigkeit war er Mitglied in verschiedenen maritimen Organisationen und hatte dadurch Kontakte zu Angehörigen der US Navy und zu Fachleuten in aller Welt.
Terzibaschitsch ist der Vater der Musikpädagogin Anne Terzibaschitsch.

## Werk
Stefan Terzibaschitsch interessierte sich schon seit frühester Jugend für maritime Fragen. 1954 hatte er erste Kontakte zu den deutschen Fachautoren Alexander Bredt und Erich Gröner. Hier begann die Mitarbeit an Weyers Flottentaschenbuch, dem deutschsprachigen Standardjahrbuch über die Kriegsmarinen der Welt. Später folgte auch (begrenzte) Mitarbeit an Janes Fighting Ships, Flottes de Combat bzw. der englischsprachigen Ausgabe Combat Fleets of the World. Im Jahr 1957 begann die eigene fortlaufende schiffsfotografische Tätigkeit, darunter seit 1958 fast jährlicher Besuch bei der Kieler Woche mit Berichten zu den besuchenden Kriegsschiffen.
Ab 1961 erfolgte die Spezialisierung auf die Schiffe der U.S. Navy. Seit 1959 schrieb er Beiträge für deutsche, britische, amerikanische, italienische, japanische und schweizerische Marine-Fachzeitschriften. Im gleichen Jahr, nach einem Besuch bei Erich Gröner, erschien das vierteljährliche Informationsblatt Nachrichten aus der U.S. Navy. Nach eigenen Angaben veröffentlichte Stefan Terzibaschitsch zwischen 1959 und 2003 428 Beiträge in Fachzeitschriften. 1965 folgte die Herausgabe seines ersten Buches.
In den Jahren 1970 und 1972 erfolgten jeweils fünftägige Besuche bei der 6. Flotte im Mittelmeer. Dabei beobachtete der Autor den Routinebetrieb auf den Flugzeugträgern Franklin D. Roosevelt, John F. Kennedy und dem Lenkwaffenkreuzer Albany. 1969 und 1977 war er als Besucher bei internationalen Manövern in Belgien und in Großbritannien zugegen, sowie auf Benelux-Flottentagen. 1976 reise er zur Flottenbasis Norfolk sowie zur Flottenschau (Fleet Week) vor New York anlässlich des 200. Unabhängigkeitstages der USA.
1984 informierte sich Terzibaschitsch auf zahlreichen Marine-Stützpunkten entlang der US-Küsten und besichtigte Schiffe und Flugzeuge. Auf dieser Reise wurde er als Mitglied einer Gruppe auch vom damals amtierenden Marineminister der USA, John Lehman, empfangen. Diese Reisetätigkeit wurde 1986 und 1988 fortgesetzt. Außerdem war Stefan Terzibaschitsch Mitglied des United States Naval Institute und der International Naval Research Organization.
Auf Grund seiner Erfahrungen galt der Autor als führender europäischer Kenner für den Bereich der US Navy, allerdings vorzugsweise für den Zeitabschnitt nach dem Zweiten Weltkrieg. Seine Publikationen sind im Hinblick auf die Zeit bis 1945 auf teils überholte Sekundärquellen gestützt. Für die Nachkriegszeit bleiben seine umfassenden und detaillierten Ausführungen zur US Navy aber Standardliteratur im deutschsprachigen Raum.

## Privates
Terzibaschitsch war von 1950 bis zum Tod seiner Frau Irmgard im Jahr 1973 verheiratet. Er und seine Tochter Anne (* 1955) sind die letzten Träger dieses Namens, der sich aus dem serbisierten Hof- und Ehrentitel eines Terzi-pasha („Schneider-Meister“) herleitet. Der Einfachheit halber wurde er im Bekannten- und Freundeskreis „Terzi“ genannt.

## Bibliographie
Eine Liste der 28 Bücher und 428 Zeitschriftenartikel findet sich in den Erinnerungen eines Marineenthusiasten. S. 164–190.
- Schiffe und Flugzeuge der U.S. Flotte. J. F. Lehmanns, München 1965.
- Die Luftwaffe der U.S. Navy und des Marine Corps. J. F. Lehmanns, München 1974, ISBN 3-469-00466-8.
- Das FRAM-Modernisierungsprogramm der U.S. Navy. J. F. Lehmanns, München 1975, ISBN 3-469-00549-4.
- Die Kreuzer der U.S. Navy 1942–1975. Oldenburg, Stalling 1975, ISBN 3-7979-1862-3.
- Schlachtschiffe der U.S. Navy im Zweiten Weltkrieg. J. F. Lehmanns, München 1976, ISBN 3-7637-6217-5.
- Battleships of the U.S. Navy in World War II. (übersetzt und bearbeitet von Heinz O. Vetters, Richard Cox) Brassey, London 1978, ISBN 0-904609-11-1.
- Flugzeugträger der U.S. Navy. Band 1: Flottenflugzeugträger. Bernard & Graefe, Bonn  1978, ISBN 3-344-70726-4.
- Flugzeugträger der U.S. Navy. Band 2: Geleitflugzeugträger. Bernard & Graefe, Bonn  1979, ISBN 3-7637-5212-9.
- Die Flugzeuge der U.S. Navy, des Marine Corps und der Küstenwache. Koblenz, Bonn, Wehr und Wissen, 1980, ISBN 3-8033-0309-5.
- Aircraft carriers of the US Navy. (übersetzt von Keith Thomas) Conway, London 1981, ISBN 0-85177-159-9.
- Escort carriers and aviation support ships of the US Navy. (übersetzt von Keith Thomas) Conway, London 1981, ISBN 0-85177-242-0.
- Seemacht USA: Rüstung, Organisation, Dislozierung, Entwicklung. (2 Bände) Bernard & Graefe, Bonn  1981, ISBN 3-7637-5411-3.
- Schlachtschiffe der U.S. Navy 1941–1981. Bernard & Graefe, Bonn  1981, ISBN 3-7637-5268-4.
- Flugzeugträger USS Enterprise (CV-6) – Die einsame Königin des Pazifik. Friedberg/H., Podzun-Pallas, 1982, ISBN 3-7909-0180-6.
- Kreuzer der U.S. Navy Von der Omaha-Klasse bis zur Long-Beach-Klasse. Herford, Koehler, 1984, ISBN 3-86047-588-6.
- Zerstörer der U.S. Navy – Von der Farragut-Klasse bis zur Forrest-Sherman-Klasse. Herford, Koehler, 1986, ISBN 3-86047-587-8.
- Flugzeugträger der U.S. Navy Band 1: Flottenflugzeugträger. 2., überarb. u. erw. Aufl. Bernard & Graefe, Bonn  1986, ISBN 3-7637-5803-8.
- Jahrbuch der U.S. Navy 1986/1987: Flugzeugträger, Überwasserkampfschiffe, U-Schiffe. Bernard & Graefe, Bonn  1986, ISBN 3-7637-4790-7.
- Jahrbuch der U.S. Navy 1987/1988: Minenfahrzeuge, Hilfsschiffe, Military Sealift Command. Bernard & Graefe, Bonn  1987, ISBN 3-7637-4791-5.
- Jahrbuch der U.S. Navy 1988/1989: Die Luftstreitkräfte der U.S Navy, des U.S. Marine Corps und der Küstenwache. Bernard & Graefe, Bonn  1988, ISBN 3-7637-4792-3.
- Geleitschiffe der U.S. Navy von der Evarts-Klasse bis zur Claud-Jones-Klasse. Koehler, Herford 1988, ISBN 3-7822-0457-3.
- Cruisers of the United States Navy. Weidenfeld & Nicholson, Orion House, London 1988, ISBN 0-85368-812-5.
- Comeback der Iowa-Klasse – Die amerikanischen Schlachtschiffe von 1941 bis heute. Bernard & Graefe, Bonn 1989, ISBN 3-7637-5862-3.
- U-Boote der U.S. Navy. Koehler, Herford 1990, ISBN 3-7822-0494-8.
- Submarines of the US Navy. (übersetzt von M. J. Shields) Arms And Armour, London 1991, ISBN 1-85409-145-X.
- Operation Crossroads: Die Atomwaffenversuche der U.S. Navy im Bikini-Atoll 1946 (= Marine-Arsenal. Band 20). Friedberg/H., Podzun-Pallas, 1992, ISBN 3-7909-0462-7.
- 70 Jahre Flottenhilfsschiffe der U.S. Navy. Eigenverlag, Leonberg 1993.
- 50 Jahre Amphibische Schiffe der U.S. Navy. Eigenverlag, Leonberg 1996.
- Flugzeugträger der U.S. Navy: Geleitflugzeugträger. Eigenverlag, Leonberg 1996.
- Die letzten Giganten der Meere. Bernard & Graefe, Bonn 1997, ISBN 3-7637-5961-1.
- Hafen-, Depot- und andere Dienstfahrzeuge der U.S. Navy. Eigenverlag, Leonberg 1997.
- Kreuzer der U.S. Navy – Von der Omaha-Klasse bis zur Long-Beach-Klasse. Augsburg, Bechtermünz Verlag, unv. Neuauflage 1997, ISBN 3-86047-588-6.
- Zerstörer der U.S. Navy – Von der Farragut-Klasse bis zur Forrest-Sherman-Klasse. Augsburg, Bechtermünz Verlag, unv. Neuauflage, 1997, ISBN 3-86047-587-8.
- Seemacht USA: Rüstung, Organisation, Dislozierung, Entwicklung. (2 Bände) Augsburg, Bechtermünz Verlag, unv. Neuauflage, 1997, ISBN 3-86047-576-2.
- Flugzeuge der amerikanische Marine, des Marine Corps und der Küstenwache. Eigenverlag, Leonberg 1998.
- FRAM-Modernisierungsprogramm der U.S. Navy 1959–1964. Eigenverlag, Leonberg 1999.
- Flugzeugträger der U.S. Navy. Band 1: Flottenflugzeugträger. Band 2: Geleitflugzeugträger. Bernard & Graefe, Bonn, 3. erw. Aufl. 1999, ISBN 3-7637-6200-0.
- Kampfsysteme der U.S. Navy – Waffentechnik und Elektronik auf amerikanischen Kriegsschiffen. Koehler, Hamburg 2001, ISBN 3-7822-0806-4.
- Schlachtschiffe der U. S. Navy im Zweiten Weltkrieg. Bernard & Graefe, Bonn 2001, ISBN 3-7637-6217-5.
- Die Schiffe der U.S. Navy. Koehler, Hamburg 2002, ISBN 3-7822-0846-3.
- Die AEGIS-Zerstörer-Klassen DDG-51 und DDG-79 der U.S. Navy. Eigenverlag, Leonberg 2003.
- Erneuerung der Amphibischen Flotte der U.S. Navy. Realisierung der San Antonio-Klasse (LPD-17). (mit Michael Winter). Eigenverlag, Leonberg/Oldenburg 2003.
- Erinnerungen eines Marineenthusiasten: Marine-Reisen, Jubiläen mit Flottenparaden, Standorte, Persönlichkeiten. Eigenverlag, Leonberg, 2004.
- Erinnerungen eines Musikenthusiasten: Chöre, Singgemeinschaften, Orchester, Instrumentalgruppen, Konzerte, Musikfreizeiten. Eigenverlag, Leonberg 2005.